# Motešice
Motešice je naseljeno mjesto u okrugu Trenčín u  Trenčínskom kraju u Slovačkoj.

## Stanovništvo
| Godina:     | 1994. | 2004.    | 2014.   | 2024.   |
| ----------- | ----- | -------- | ------- | ------- |
| Broj ljudi: | 1024  | 811      | 796     | 779     |
| Razlika:    |       | −20,80 % | −1,84 % | −2,13 % |

| Godina:     | 2023. | 2024.   |
| ----------- | ----- | ------- |
| Broj ljudi: | 781   | 779     |
| Razlika:    |       | −0,25 % |

Prema podacima o broju stanovnika iz 2024. godine naselje je imalo 779 stanovnika.

## Vanjske poveznice
|  | Zajednički poslužitelj ima još gradiva o temi Motešice |

- Službena stranica naselja (sl.)